# 航空潛艦

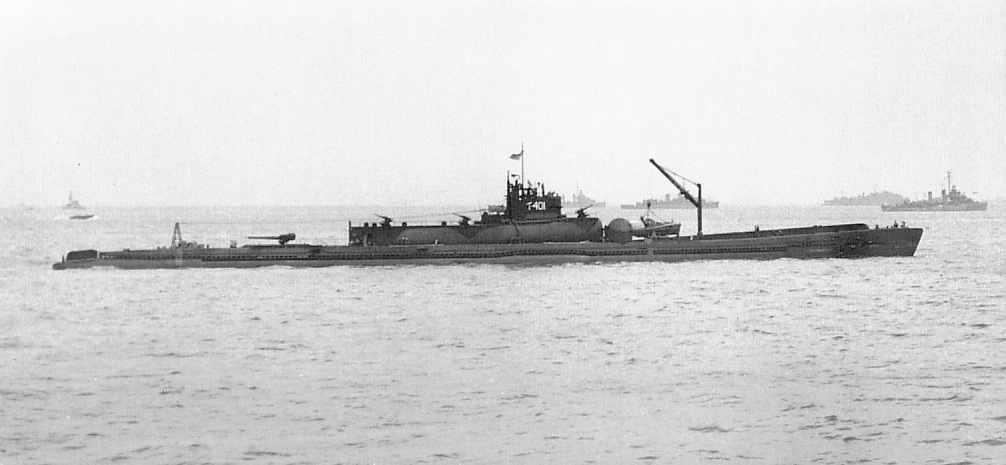
伊四百型潛艦是歷史上至今發展最接近成熟的航空潛艦

航空潛艦（英語：Submarine aircraft carrier）是指可以搭載艦載機進行偵查或攻擊的潛艇，由於此艦種多在冷战前研發，因此搭載的艦載機多是水上飛機。他們擁有較大的噸位，以及有可整備艦載機的設計，可說是結合航空母舰與潛艇的艦種（但實際上目前未製成戰力接近航空母艦者）。從冷戰開始至今沒有再成功研發出一艘航空潛艦。

## 概要

### 類型
- 偵查型航空潛艦

主要目的為強化母艦視野提高偵測能力，與第二次世界大战結束前戰艦和巡洋舰搭載侦察机的目的相同。當時所有潛艇都採用傳統柴電動力必需定時上浮，且受限技術潛航時間大多很短，然而上浮到水面的潛艇觀測高度十分低，雷達等電子偵蒐系統也效果還不夠好，為改善此缺點以加強潛艇上浮時的偵測能力提高存活率，使用艦載機來輔助觀測是許多國家考慮採用手段。礙於技術能力大多可搭艦載機量極少，通常僅設計搭載一架沒有其他備用機。法國、日本、英國和德國皆曾成功做出此類航空潛艦。
戰後由於電子偵蒐系統效果提升，潛航能力提高甚至有不需上浮的核子動力潛艇出現，因此不再需要依賴艦載機進行偵查。
- 攻擊型航空潛艦

主要目的為以潛艇為母艦運載增加攻擊範圍，與航空母艦目的相同，但潛艇能下潛返航防止還擊，進一步的設計能暗中穿越敵人海上防線，出動艦載機攻擊後再下潛返航，完成「來無影去無蹤」的匿蹤航空母艦。第一次世界大战期間德國與英國嘗試開發的航空潛艦即屬於這型，但因實用性和技術不足加上戰爭結束而放棄。第二次世界大戰大日本帝國海軍才完成最接近可實戰用的伊十三型潜舰與伊四百型潛艦（皆搭載晴嵐攻擊機），但因為完工時間太晚且國力不足量產，僅完成少數幾艘就戰爭結束而無實戰成績，倖存的船被美国接收研究完後為防苏联取得技術而作靶艦擊沉。
對地攻擊的概念雖然造成大幅影響，但因更實用的潛射飛彈研發成功，此概念被轉往發展成弹道导弹潜艇與巡航导弹潜艇。

### 優點
- 艦載機能提供非常有效的偵查功能（在電子偵蒐系統有效前）。
- 多用途艦載機除了偵查還能供應通訊、運輸、攻擊、制空……等多種功能。
- 攻擊型航空潛艦能下潛匿蹤移動，穿越海上防線發動突襲再下潛返航，完成一般航空母艦不可能的任務。
- 由於能下潛匿蹤移動，航空潛艦理論上可以不需要組成航空母艦戰鬥群護航作戰，整體上建造與後勤成本可能比一般航空母艦組成艦隊來的低。
- 本身也是屬於一種潛艇，所以也自身具備反潛反艦能力，近乎是全功能的艦艇。

### 缺點
- 受於潛艇所需的下潛設計，無論技術多進步運量都比同噸位的航空母艦低得多。
- 設計需要考慮的問題太多，增加研發的難度與成本，本身量產難度與單位成本也比航空母艦與一般潛艇高。
- 體積與噸位太過龐大，增加建造所需資源、成本與時間，隱蔽性也比多數潛艇差，緊急下潛所需的時間也較長，存活性比一般潛艇低。
- 運量不足想要有效打擊通常仍需至少兩三艘以上組成潛水艦隊聯手攻擊才能有效，單打獨鬥的能力遜色於任何一款艦艇。
- 受於潛艇所需設計的司令塔和潛望鏡，不利採用全通式飞行甲板，無法讓一般艦載機起降，只能使用水上飛機、自轉旋翼機與直升機等，理論上垂直起降戰機也是可行的機種，但得考慮起飛甲板耐熱的問題，這些機種在用途性、作戰半徑、運載火力或成本等某些方面不比一般艦載機好。
- 早期潛艇需要配置舰炮與高射炮，但航空潛艦需要的艦載機相關設施會占用甲板空間，能配置的火炮密度不及一般攻擊潛艇，雖然這些火炮本身僅做輔助用。
- 航空潛艦起降艦載機必須上浮才行，作業時間大幅增加遭攻擊的危險性，同時也讓這種潛艇搭載核動力系統沒辦法發揮完全潛航的優勢，除非開發出能潛射出動的無人航空載具才可能解決此問題。

## 發展歷史

### 第一次世界大戰

#### 德國

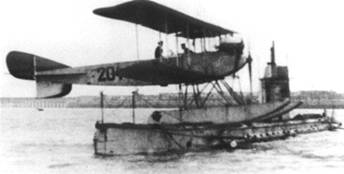
U-12潛艇與運載的腓特烈FF.29水上偵查機

德國是最早研發航空潛艦的國家，曾試驗腓特烈FF.29水上偵查機降落在U-12潛艇上。1915年1月15日，一艘U-12運載一架FF.29及一枚12公斤炸彈嘗試能否藉此增加轟炸英國的範圍，計畫是U-12以上浮航行的方式運載FF.29，飛機起飛後潛艇下潛返航，飛機則飛回機場或在海上降落。儘管飛機成功起飛，但飛機在甲板上被海水浸泡產生許多問題需要改善，隨後這個實驗被德國海軍司令部認為不實際而中止。1917年因計畫增加潛艇戰力而被重新起草，並計畫開發兩款可拆裝的水上偵查機（漢莎-勃蘭登堡 W.20與Luftfahrzeug Gesellschaft L.F.G. Stralsund V.19）與專用飞机库由巡洋潛艇Unterseeboote運載，但隨著戰爭結束而中止。

#### 英國
英國也在1916年嘗試使用E22潛艇潛艇運載Sopwith Tabloid水上飛機穿越北海攔截德國飛船，但與德國有一樣的狀況而放棄。

### 一戰後至二戰前

#### 法國

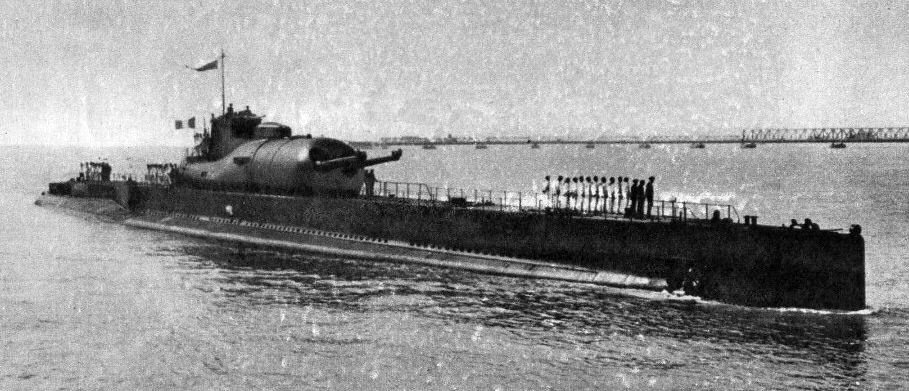
速科夫號潛艇

1926年法國為了斷切敵方海運路線開始計畫打造速科夫號潛艇，並於1934年完工。速科夫號被稱為潛水巡洋艦（underwater cruiser），它搭載了一座203公釐聯裝炮塔這種一般只有巡洋艦或戰艦才會搭載大口徑艦炮，另有37公釐三聯裝機炮與13.2公釐聯裝机枪各兩座，鱼雷管共12門，在水中擁有4,304噸排水量為當時最大的潛艇，並有90天的續航力，但這些設計卻讓它隱蔽性不佳。速科夫號艦橋圍殼的後部為機庫，可搭載貝松MB411水上飛機1架進行偵查，並擁有起重机起降回收作業，雖然成功做出但因準備作業過於複雜且耗時，實際上卻很少使用，飛機庫甚至被代作倉庫用。前部裝載數艘小艇並設有收容40名俘虜的設施，整體而言速科夫號被分析認為缺乏戰術實用性，雖然它是航空潛艦成功的案例卻設計不成熟，雖然它本身的設計僅是以攔截商船為目標。第二次世界大戰爆發在法國休戰後為自由法國所擁有，1942年2月18日與美國商船「湯普生·萊克斯」號撞上並沉沒，但後來另有一份調查報告認為是受到美國飛機意外的攻擊造成。

#### 義大利

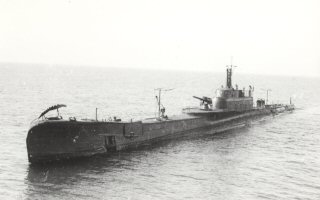
Ettore Fieramosca潛艇

1926年義大利皇家海軍建造的Ettore Fieramosca潛艇擁有一個防水機庫並計畫搭載一種小型的水上偵查機，1928年交付Macchi與比雅久分別生產出Macchi M.53與比雅久 P.8兩款適合的機型，但計畫最後被取消。

#### 日本

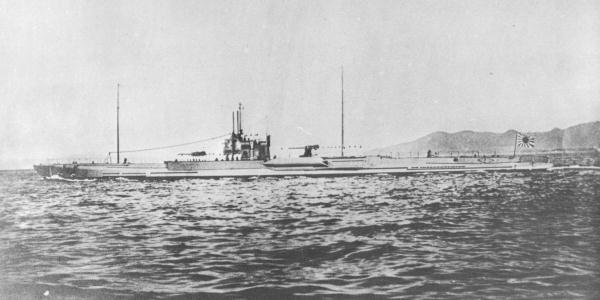
完工不久的伊號第五潛艦

日本在二戰前便十足運用航空潛艦的概念。伊一型潛艦的五號艦伊號第五潛艦1932年完工時便增設機庫，為日本第一艘航空潛艦，被稱為巡潛1型改，1933年將後部的高射炮去除改裝一座空氣式彈射器（吳式1號2型），但1940年時又被拆除並安裝1具25公釐聯裝機槍，之後就沒再搭載艦載機過，1944年7月19日返回橫須賀途中被擊沉。
1935年5月15日竣工的巡潛2型伊號第六潛艦一樣後部設有機庫與彈射器（吳式1號3型）可用水上飛機進行偵查，但開戰後到1944年6月30日失蹤沉沒時都沒有使用過。伊七型潛艦的伊號第七潛艦與伊號第八潛艦也都在後部設置機庫與彈射器（伊7為吳式1號3型改，伊8為吳式1號4型）。綜觀二戰前日本完工的巡潛型潛艇後半者全是能搭載艦載機的航空潛艦。

#### 英國

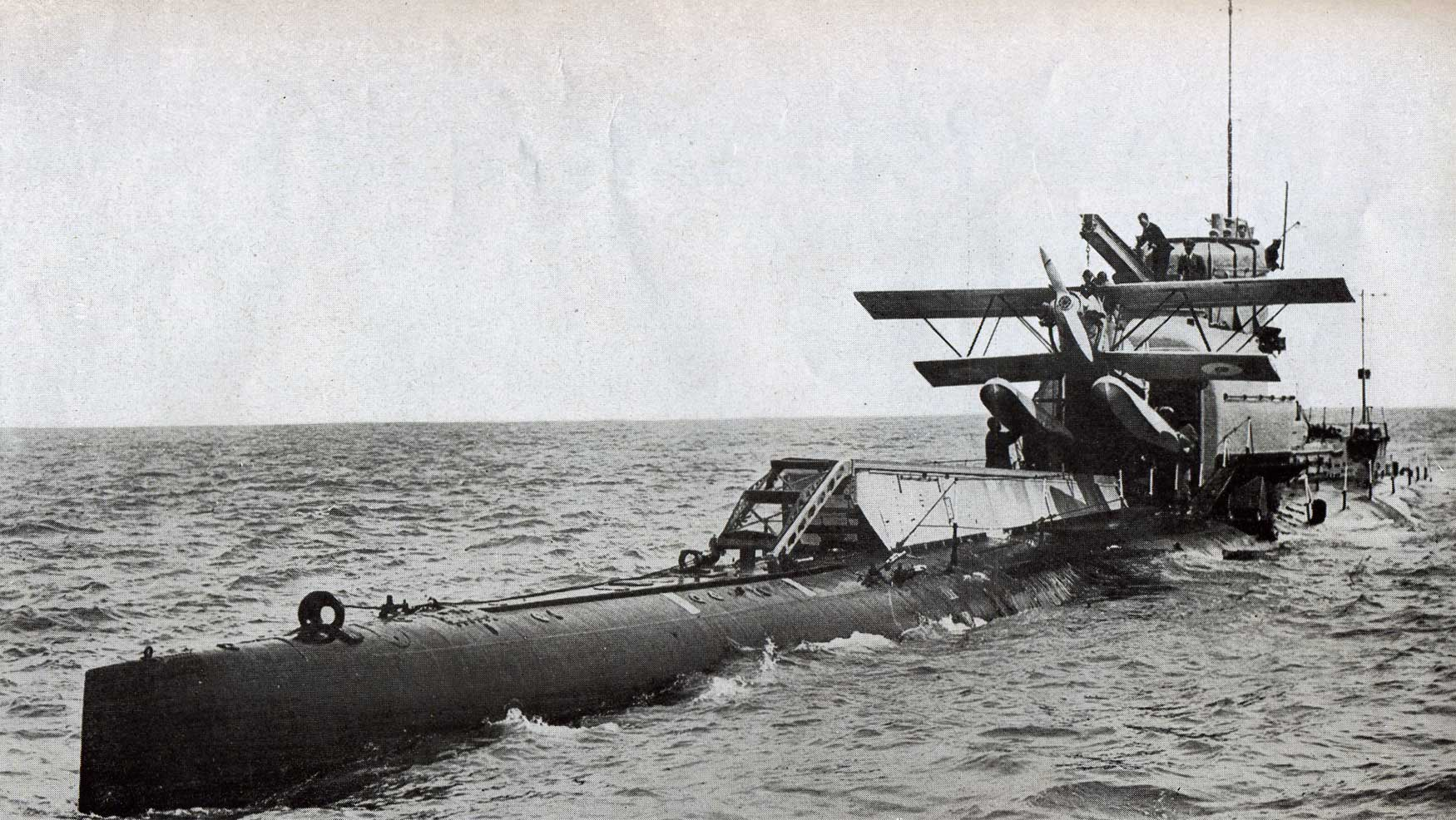
M2潛艇與Parnall Peto水上飛機

受到华盛顿海军条约限制本來裝備重炮的M級在1號艦M1後的其他潛艇被迫轉往其他用途。1927年2號艦M2裝備了防水機庫和轉臂起重機，能將Parnall Peto水上飛機運載起降。1928年10月前甲板增設了斜向彈射器加強起飛效率。M2可以航行在艦隊前派遣飛機進行偵查，發現威脅及時下潛。1932年M2失蹤，之後英國皇家海軍放棄繼續研發航空潛艦。

#### 美國

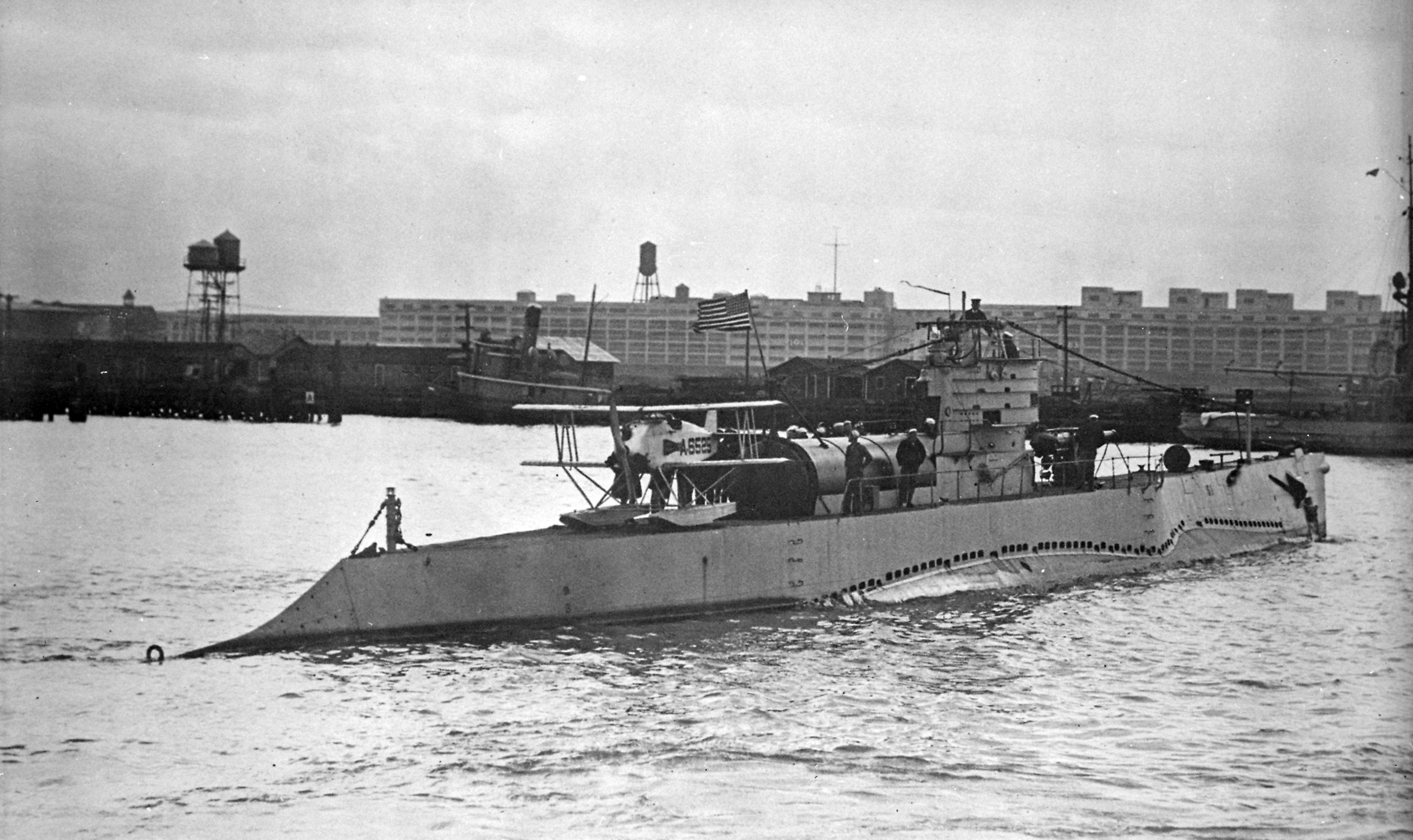
S-1潛艇

1922年美國開始對航空潛艦進行研究，兩架卡斯帕U.1水上飛機進行競標並展示到1923年，但沒有成功，不過卻留下技術資訊。後來美國海軍訂購了考克斯-XS Klemin-1S與馬丁MS-1類似卡斯帕U.1這種易拆卸的小型水上飛機各六架，10月到11月期間使用S-1潛艇進行運載測試，後來又研製出更適合的考克斯-XS-2與Loening XSL，但此時美國海軍已喪失興趣。由於考量作業繁雜且軍事價值有限的問題，並得知英國皇家海軍M2潛艇的狀況，且Loening XSL在安那考斯迪亚河受損促使美國終止研發。

### 第二次世界大戰

#### 德國

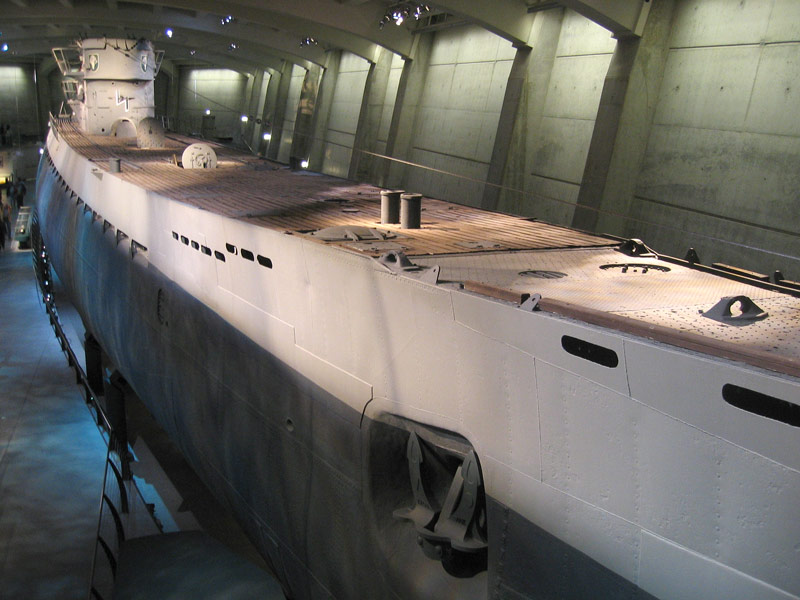
IX級潛艇

1939年納粹德國海軍開始建造四艘Type XI級巡洋潛艦（U-112、U-113、U-114與U-115），該潛艇排水量預計有4,650噸，幾乎是所有U型潜艇的兩倍，將會成為當時最大潛艇的奇迹武器。船員共110人，搭載兩座127公釐炮並可運載一架AR 231水上飛機，但戰爭爆發後計畫遭到取消。

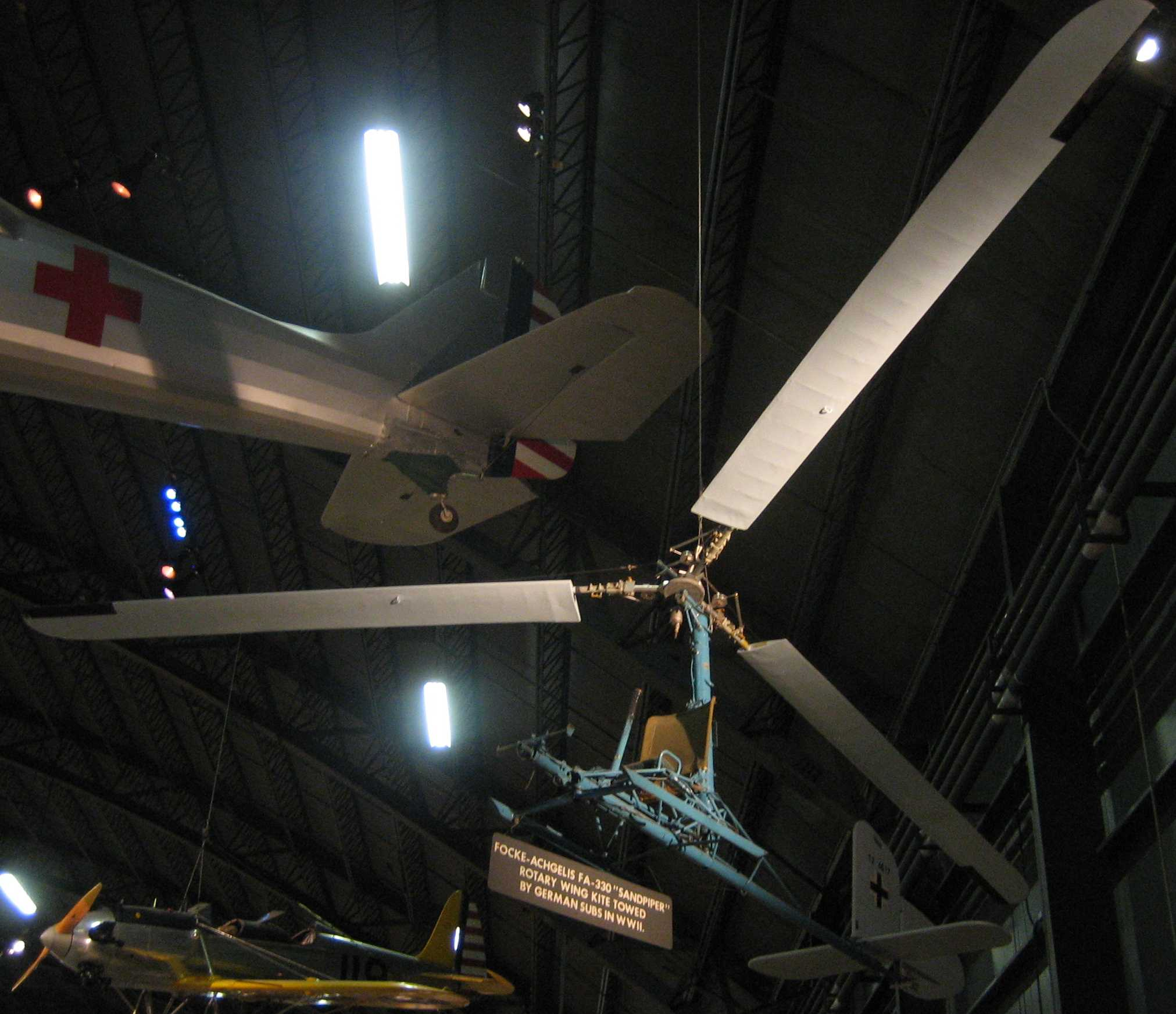
Fa-330自轉旋翼機

另外還嘗試開發Fa-330無動力自轉旋翼機搭載在IX級潛艇D2 Monsun上執行偵查與導航。Fa-330類似直升機但構造更簡單，觀測員座位沒有機身保護，操縱裝置僅能控制旋翼的共同傾角以及方向舵，頭上是三葉旋翼，升力源自潛艇纜繩牽引產生的氣流，同時纜繩內嵌電話線以便觀測員與母艦通訊。Fa-330平時可摺收存放，使用時可以迅速組裝完成，主要是在印度洋和南大西洋使用，但使用它會阻礙潛艇下潛速度。在盟軍反潛機數量與涵蓋範圍大增後，Fa-330不能對其預警而使效果不彰。
曾計畫使用Fl-282直升機幫潛艇做遠距離偵察。Fl-282是由鋼管焊接製成的簡易小型直升機，其螺旋槳直徑僅1.8公尺，機身長度僅5.5公尺，機庫可安置在潛艇甲板上，但實際上Fl-282卻從未正式部署過。

#### 日本

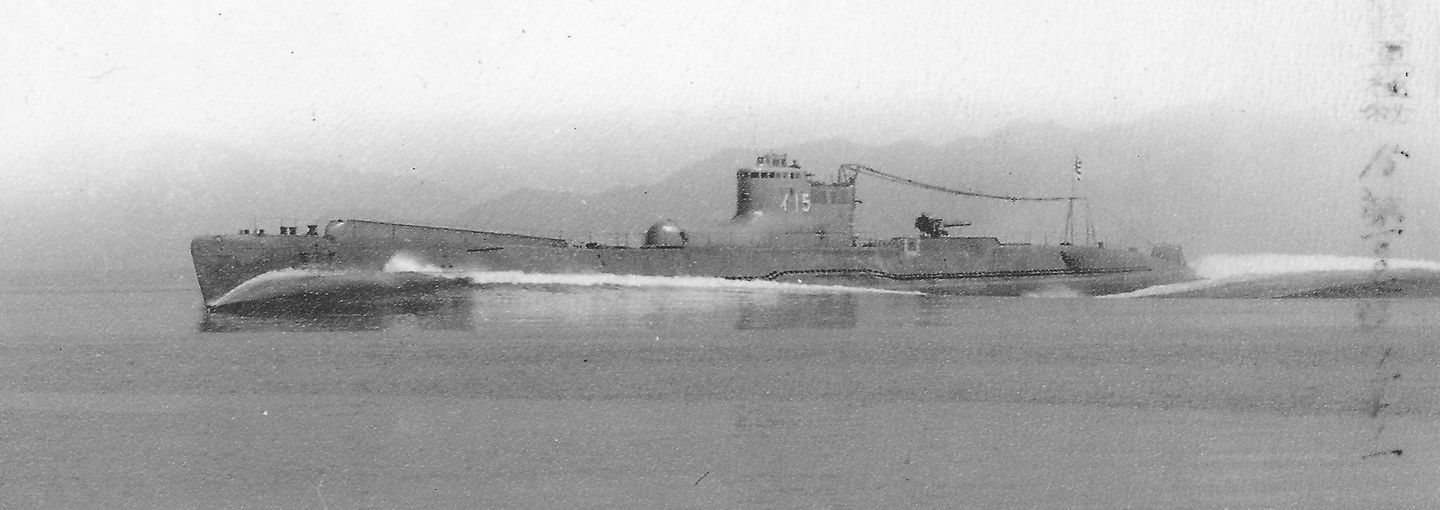
伊一五型潛艦

二戰爆發後大日本帝國海軍在航空潛艦應用的更加廣泛，伊九型潛艦、伊號第十二潛艦、伊一五型潛艦、伊四〇型潛艦與伊五四型潛艦皆可以攜帶一架零式小型水上偵查機做偵查，與先前的伊5到伊8不同的是，飛機庫與彈射器由後甲板改到前甲板。其中伊一五型是建造最多也最有戰績的一級，擁有很高的航速與續航力，共建造20艘（伊15、伊17、伊19、伊21、伊23、伊25、伊26、伊27、伊28、伊29、伊30、伊31、伊32、伊33、伊34、伊35、伊36、伊37、伊38與伊39），其中伊25還曾成功使用飛機投擲燃烧弹轟炸美國本土。

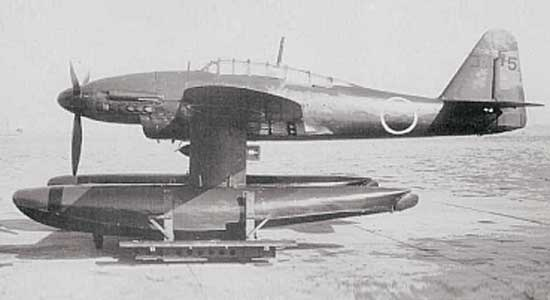
晴嵐攻擊機

除了用於偵查，日本在航空潛艦應用最令人嘆為觀止的就是開發出以對地攻擊為主要目標的伊四百型潛艦。伊四百型全長122公尺，全寬12公尺，水中排水量達6,560噸，自恃力預計達120天，理論上可繞地球一圈半，在21世紀前是最大的柴電動力潛艇。伊四百型能搭載3架晴嵐攻擊機，晴嵐是1943年研發完成的潛艇搭載用水上艦載攻击机，可掛載一枚800公斤的魚雷或炸彈，最大航程達1,540公里，機翼可翻折與機身貼合，浮筒可拆解另外存放。晴嵐平時可收納於指揮塔內的隧道式飛機庫，機庫艙口設於指揮塔前部並有一具彈射器（四式1號10型）固定於艦首甲板上，起飛準備作業預計最快僅需3分鐘，艦內裝配溫度足夠隨時可讓晴嵐使用的燃料槽。伊四百型雖內建簡易起重機但回收作業耗時不易，雖然測試演習或許可狀況晴嵐可以返回母艦內，但主要是計畫機員降落在水面待由母艦或其他艦艇接送後將機身鑿沉（浮筒亦可在飛行中拋棄以強化性能），如果附近有回收水上飛機功能的艦艇或水上飛機場亦可改由他們進行回收。據信促成研發伊四百型的是聯合艦隊司令山本五十六，原計畫是打造18艘，利用大量潛艇艦隊攜帶54架晴嵐近乎正規航母的戰力攻擊巴拿马运河以斷絕盟軍運輸捷徑，但在一號艦伊號第四百潛艦完工下水了時日本的戰力與經濟已每下愈況，山本也已遭伏擊陣亡，使原先的計畫已無意義，最後只完工伊号第四百一潜舰與伊號第四百二潛艦，建造中的伊403、伊404與伊405受各原因影響而停止建造並解體，伊406到伊417的建造計畫也直接取消，最後只有三艘伊四百型服役。

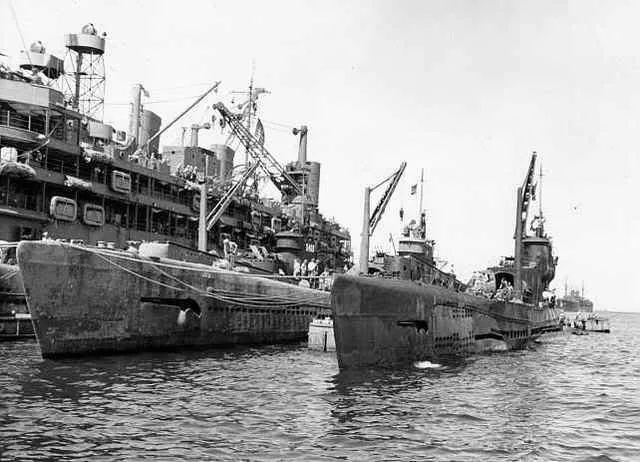
伊號第四百一潛艦（左）與伊號第十四潛艦（右）

由於伊四百型沒能完成計畫的數量，因此使用原本的伊九型為基礎開發出伊十三型潜舰（巡潜甲型改2），伊十三型一樣設有起重機、機庫與彈射器，但只能運載兩架晴嵐，並對應重量增設防雷鼓包，與原本的伊九型比續航力增加但速度與隱蔽性都降低。該級本計畫打造4艘，但最後只完成伊號第十三潛艦與伊號第十四潛艦兩艘，剩餘的伊15與伊1都沒完成戰爭就結束了。儘管如此，日本仍在戰終前建造完成共47艘各型航空潛艦。
伊13在1945年執行晴嵐運送任務時失蹤，後來美軍記錄得知7月16日已被擊沉，伊14在運送兩架彩雲艦上偵察機達楚克群島後日本宣布投降，隨後被美軍接收研究，1946年5月28日在夏威夷近海自沉。1945年7月23日伊400與伊401載滿晴嵐前往波纳佩州計畫攻擊烏利西環礁執行首場任務途中日本宣布投降，兩艦艦長下令拋棄所有魚雷與艦載機後艦隊被美軍發現接收，同年10月返回佐世保，1946年1月兩艦被美軍帶回美國本土作技術調查，最後在夏威夷近海做靶艦擊沉，伊402則在港內因空襲受損，維修中迎接終戰，1946年4月1日在東海被美軍做靶艦擊沉。伊十三型與伊四百型未成功締造戰績，但一些專家分析依當時的軍事技術此設計也許能做出有效的戰略打擊，也是開發最成熟被最多人公認的航空潛艦。雖然伊四百型已全遭擊沉，日軍當時的資料也盡乎銷毀，其機密技術已失盡，卻成功給世人帶來以潛艇執行攻擊地面的概念，間接促成彈道飛彈潛艇開發。

### 二戰後至今

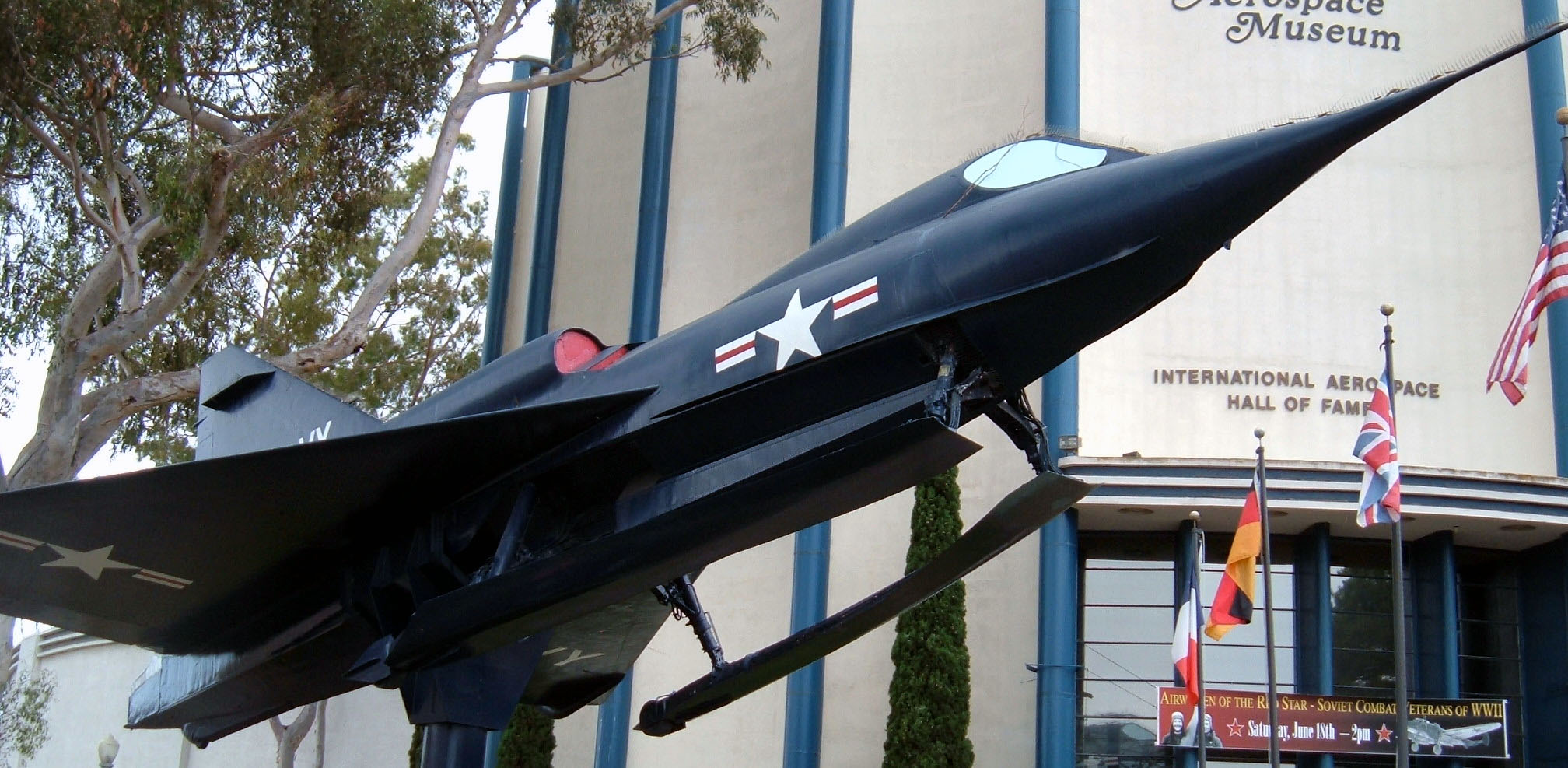
保存在聖迭戈航空博物館的F2Y

1946年美國曾研究再開發新式的航空潛艦，並計畫在分類符號增設SSV。最初是計畫運載兩架XA2J Super Savage攻擊機進行核打擊或是四架F2H Banshee战斗机，在設計各種防水機庫與起降裝置後，長度預計180公尺到230公尺，水上排水量預計34,000頓，被認為過度夢幻而放棄。1952年提出較現實的計畫，改搭載三架F2Y海標式噴射水上戰鬥機並設計起飛用水坡道，長度預計140公尺，潛航排水量9,000噸，並採用70,000匹馬力（52,000千瓦）的核動力系統，預計速度可達28節（時速52公里），但這設計仍是過於龐大。另一個較經濟的方案是利用二戰舊式潛艇運載水上飛機版的A-4天鷹式攻擊機發射RGM-6飛彈
目前有新計畫開發可放入魚雷管、舰载垂直发射系统或特製發射裝置的無人機來由潛艇運載，美軍計畫使用德國212型潛艇來進行實驗。儘管現在無任何潛艇設計上可裝載飛機，但它仍有十足的魅力，讓潛艇搭載飛機的想法並未徹底斷絕。在大眾文化的作品裡，有不少虛構的潛艇設定上有搭載艦載機。